# Cabalgata Brocheriana
La Cabalgata brocheriana, también conocida localmente como La Brocheriana, es una peregrinación anual a caballo que recrea el recorrido transerrano a través del camino de las Altas Cumbres que José Gabriel Brochero (el cura Brochero) realizaba con sus fieles hasta la ciudad de Córdoba para realizar los ejercicios espirituales ignacianos.
El proyecto original fue presentado en 1996 al gobierno de la provincia de Córdoba por parte del «Movimiento Transerrano Senderos del Cura Gaucho», en aras de descubrir los auténticos caminos que el cura Brochero utilizaba para conducirse de Traslasierra a la Ciudad de Córdoba. Este objetivo se logró plenamente mediante cruces topográficos y geodésicos similares a los realizados en la provincia de Mendoza por el Centro de Estudios de Agrimensura de Mendoza, en ocasión de reeditar 4 de los 6 cruces de la campaña libertadora del Gral. San Martín, de los que fue protagonista la Asociación Cultural “La Vuelta del Guerrero”.
En la actualidad, la Cabalgata brocheriana se lleva a cabo anualmente en la provincia de Córdoba, Argentina, alrededor del 14 de marzo, fecha del natalicio del Cura gaucho —tal y como se lo conocía a José Gabriel del Rosario Brochero—. Su participación supera las 600 personas entre jinetes y caminantes, cifra que año tras año se incrementa. Los mismos realizan el cruce de las Sierras Grandes —conocidas por los lugareños como las Altas Cumbres— a lomo de caballo, cubriendo una distancia de casi 150 km, como forma de evocar el trayecto que realizaba el Cura Brochero a mediados del Siglo XIX. La cabalgata constituye el motivo de una afluencia turística significativa para la región.

## Duración y Recorrido
La Cabalgata brocheriana une las ciudades de Córdoba, (capital de la provincia homónima), con la ciudad de Cura Brochero, ubicada en el departamento San Alberto, Valle de San Javier, en la provincia del mismo nombre.
Tiene una duración de 5 días y si bien se intenta mantener el recorrido original que realizaba el propio Brochero a lomo de mula, su itinerario, no es el que realizaba el sacerdote exactamente, debido a que el trayecto original discurría por terreno muy escarpado (para una o dos mulas, mientras que en la actualidad el número asciende a varios cientos), lo que lo hace sumamente peligroso pues el más mínimo error, podría devenir en la caída de hombre y animal.
Las primeras cabalgatas brocherianas recibieron títulos propios:
- La primera cabalgata: Primer Cruce Topográfico y Geodésico de las Altas Cumbres – Camino de Brochero (1997).
- La segunda Cabalgata: Segundo Cruce Topográfico y Geodésico – Llanos de Río Primero, cuna y horizonte de Brochero (1997)
- La tercera Cabalgata: Tercer Cruce Topográfico y Geodésico Sierras Grandes – por Cuesta de Argel, Camino de Brochero (1998).
- La cuarta Cabalgata: Cuarto Cruce Topográfico y Geodésico – Sierra de los Gigantes, Camino de Brochero (1999).

En los años subsiguientes se realizaron seis cabalgatas más de señalización de los primeros tramos partiendo desde la actual localidad de Villa Cura Brochero, colocando carteles de señalización y de referencias históricas, etc.  En todos los casos tanto los cruces como las señalizaciones fueron declarados de interés provincial y por diferentes municipios y comunas.
Entre la margen oriental de las Sierras Grandes, y la cima, la ruta que seguía el sacerdote era una senda de herradura alisada, el ascenso por la ladera occidental, era (y lo sigue siendo) abrupto y con grandes obstáculos (rocas).
Solo un experto conocedor de las serranías podría atreverse a semejante emprendimiento, pero el afán por mejorar la calidad de vida de los habitantes de traslasierra, lo llevaron a emprender semejante empresa en varias ocasiones, con el fin de llegar a la ciudad y pedir, personalmente a las autoridades gubernamentales, los recursos necesarios para quienes representaba.
La cabalgata tiene una extensión de 5 días, durante los cuales, los cabalgantes transitan la senda de este sacerdote y descansan en lugares donde el terreno permite pernoctar, en carpas, al reparo de las inclemencias del clima de montaña.
El recorrido se inicia con un desayuno en la plaza San Martín, en pleno centro de la ciudad de Córdoba.
Se realizan las presentaciones de rigor, y se inicia la peregrinación con destino final la ciudad de Malagueño, distante unos 30 kilómetros del punto de partida donde se da fin al primer día de peregrinación.
El día siguiente se inicia con un desayuno y se realiza el recorrido hasta la localidad de San Antonio de Arredondo, donde se realiza la segunda parada y pernocta.
Al despuntar el alba, nuevamente se inicia la cabalgata hasta la localidad de Copina, donde lo cabalgantes y peregrinos pernoctan.
El cuarto día, se retoma la peregrinación hasta el parador El Cóndor (ubicado a casi 2.300 m s. n. m., por el Camino de los puentes colgantes, donde se realiza el último pernocte, para iniciar al día siguiente (el quinto y último), el recorrido final hasta arribar a la ciudad de Cura Brochero.

## Características
En sus inicios, la Cabalgata brocheriana tuvo por participantes únicamente a personas a lomo de caballo, a los que se denomina cabalgantes. Sin embargo, con el paso del tiempo se incorporaron personas a pie, a los que se los denomina caminantes, que realizan el mismo recorrido que los cabalgantes, con la única diferencia de iniciar una hora antes que los otros su peregrinación de cada jornada.
Todos deben proveerse de los enseres necesarios para la caminata, el pernocte y, a quienes corresponda, velar por el bienestar de todos. A esta tarea están afectados Médicos, Veterinarios, policías y numerosas personas dedicadas a la logística de la peregrinación.
Si bien la cabalgata refiere al culto católico, está abierta a toda persona que desee realizar la travesía, siendo una buena oportunidad para reflexionar no solo sobre la persona de Brochero, sino también sobre uno mismo, o estar en contacto directo con la naturaleza.